# Бородіно (Московська область)
Бородіно — село в Можайському районі Московської області, адміністративний центр Бородінського сільського поселення. В 1812 році поблизу села відбулась Бородінська битва — найбільша битва Франко-російської війни 1812 р. між російською і французькою арміями.